# Deserto de Lute
Deserto de Lute (Dasht-e Lut ou Dasht-i-Lut) é um grande deserto de sal no sudeste do Irã e é o 25º maior deserto no mundo. O deserto de Lute faz parte dos desertos de latitudes médias, como o Deserto do Saara e o deserto de Sonora, nos Estados Unidos; nestas regiões, as condições atmosféricas prevalecentes impedem uma precipitação regular. A formação alongada de cor clara, em primeiro plano (paralela à serra na imagem ao lado) corresponde a um dos lagos Dasht, que se estendem para sul por cerca de 300 km.

## Clima
No deserto de Lute foi registrada, em 2004 e 2005, a mais alta temperatura na superfície da Terra, de 70,7 °C graus, gravada pelo sensor MODIS da NASA (temperatura não-oficial). Este sensor não mede a temperatura do ar, mas sim, a temperatura do solo, que é consideravelmente superior à temperatura atmosférica.

## UNESCO
Foi inscrito como Patrimônio Mundial da UNESCO em 2016 por: "apresentar alguns dos mais espetaculares exemplos de acidentes geográficos eólicos, bem como desertos de rocha e campos de dunas. Este local é um grande exemplo de processos geológicos constantes."